# Бен Алнвік
Бен Алнвік (англ. Ben Alnwick, нар. 1 січня 1987, Прадго) — англійський футболіст, що грав на позиції воротаря.
Виступав, зокрема, за клуби «Сандерленд» та «Болтон Вондерерз», а також молодіжну збірну Англії.

## Клубна кар'єра
У дорослому футболі дебютував 2004 року виступами за команду «Сандерленд», у якій провів три сезони, взявши участь у 19 матчах чемпіонату. 
Згодом з 2007 по 2016 рік грав у складі команд «Тоттенгем Готспур», «Лутон Таун», «Лестер Сіті», «Карлайл Юнайтед», «Норвіч Сіті», «Лідс Юнайтед», «Донкастер Роверз», «Лейтон Орієнт», «Барнслі», «Чарльтон Атлетик», «Лейтон Орієнт» та «Пітерборо Юнайтед».
У 2016 році перейшов до клубу «Болтон Вондерерз», за який відіграв 4 сезони. Більшість часу, проведеного у складі «Болтона», був основним голкіпером команди. Завершив професійну кар'єру футболіста виступами за команду «Болтон Вондерерс» у 2020 році.

## Виступи за збірну
У 2007 році залучався до складу молодіжної збірної Англії. На молодіжному рівні зіграв у 2 офіційних матчах.